# روي هاربر (شخصية)

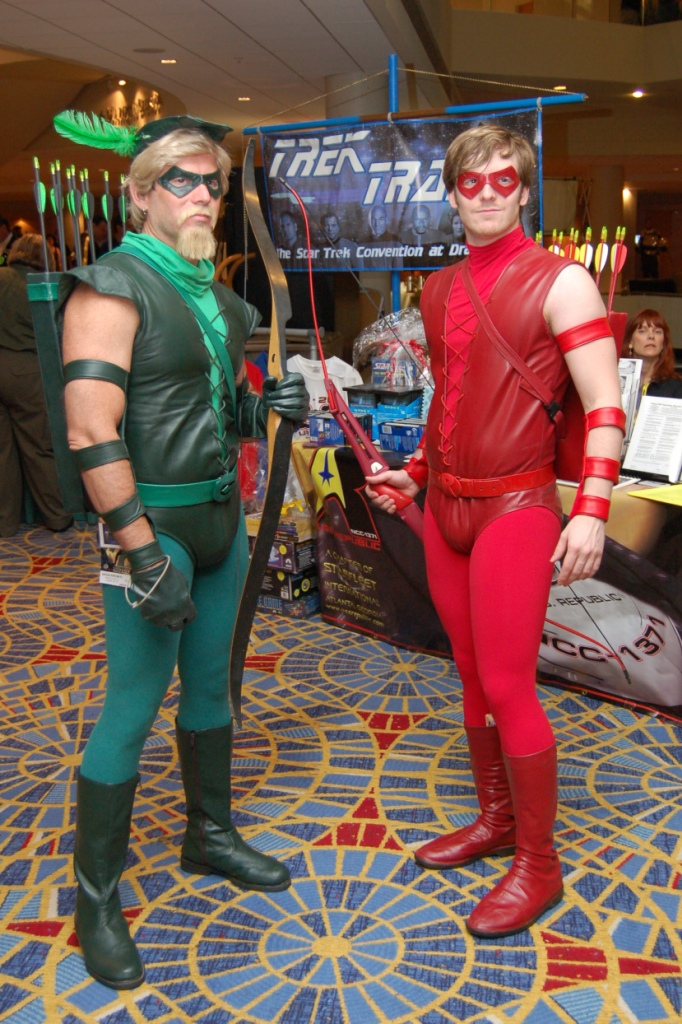
السهم الأخضر والسهم الأحمر، كوميك كون 2008.

روي هاربر هو بطل خارق في دي سي كومكس ظهر لأول مرة في 1941.